# Финал Кубка Англии по футболу 1972
Финал Кубка Англии по футболу 1972 года стал 92-м финалом старейшего футбольного кубкового турнира в мире, Кубка Англии. Матч состоялся 6 мая 1972 года на стадионе «Уэмбли» в Лондоне. В нём встретились английские клубы «Лидс Юнайтед» и «Арсенал». Победу в матче одержал «Лидс Юнайтед» с минимальным счётом 1:0.

## Отчёт о матче
| Лидс Юнайтед | 1:0     | Арсенал |
| ------------ | ------- | ------- |
| Кларк 53′    | (отчёт) |         |

| Лидс Юнайтед | Арсенал |